# عمروس (غرناطة)
عَمْرُوس هي قرية إسبانية في مقاطعة غرناطة.